# Virtus
För basketlaget, se Virtus Basket

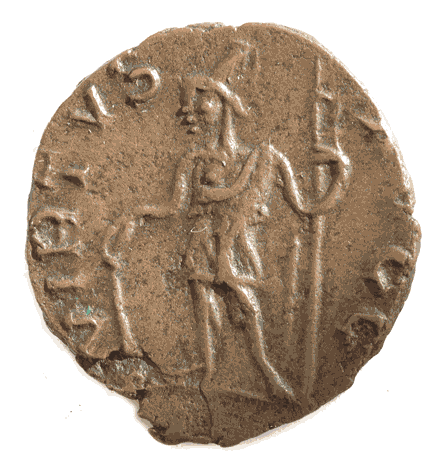
Romerskt mynt med Virtus.

Virtus (latin för "dygd", "god egenskap") är den krigiska tapperhetens gudinna i romersk mytologi. Gudinnan personifierade den romerska dygden av mod, manlighet och god karaktär. Hon dyrkades vanligen i förening med gudomligheten Honos, äran. Båda hade var för sig tempel i Rom samt ett gemensamt, mest uppbyggda av fältherrar efter vunnen framgång i krig. 
På mynt från republikens dagar och i synnerhet från kejsartiden förekommer Virtus klädd i rustning.